# بيكي بيرسون
بيكي بيرسون (بالإنجليزية: Becky Pearson)‏ هي لاعبة غولف أمريكية، ولدت في 22 يناير 1956.

## وصلات خارجية
- بيكي بيرسون على موقع رابطة لاعبات الغولف المحترفات (الإنجليزية)